# Raphia ruwenzorica
Raphia ruwenzorica är en enhjärtbladig växtart som beskrevs av Otedoh. Raphia ruwenzorica ingår i släktet Raphia och familjen Arecaceae. Inga underarter finns listade i Catalogue of Life.